# Herrarnas poänglopp i bancykling vid olympiska sommarspelen 1984
Herrarnas poänglopp i bancykling vid olympiska sommarspelen 1984 ägde rum söndagen den 3 augusti 1984 i Los Angeles.

## Medaljörer
| Event               | Guld                  | Silver                         | Brons                  |
| Herrarnas poänglopp | Roger Ilegems Belgien | Uwe Messerschmidt Västtyskland | José Youshimatz Mexiko |

## Resultat
| Placering | Cyklist                   | Poäng |
| --------- | ------------------------- | ----- |
|           | Roger Ilegems (BEL)       | 37    |
|           | Uwe Messerschmidt (FRG)   | 16    |
|           | José Youshimatz (MEX)     | 29    |
| 4         | Jörg Müller (SUI)         | 23    |
| 5         | Juan Curuchet (ARG)       | 20    |
| 6         | Glenn Clarke (AUS)        | 13    |
| 7         | Brian Fowler (NZL)        | 12    |
| 8         | Derk-Jan van Egmond (NED) | 56    |
| 9         | Michael Markussen (DEN)   | 21    |
| 10        | Alex Stieda (CAN)         | 17    |
| 11        | Rudi Ceyssens (BEL)       | 16    |
| 12        | Didier Garcia (FRA)       | 13    |
| 13        | Balbino Jaramillo (COL)   | 12    |
| 14        | Stefano Alloccho (ITA)    | 11    |
| 15        | William Palacios (COL)    | 9     |
| 16        | Silvio Martinello (ITA)   | 8     |
| 17        | Brian Holm Sørensen (DEN) | 12    |
| 18        | Gary Trevisiol (CAN)      | 10    |
| 19        | Manfred Donike (FRG)      | 3     |
| 20        | Juan Carlos Haedo (ARG)   | 1     |
| 21        | Shaun Wallace (GBR)       | 1     |
| 22        | Paul Curran (GBR)         | 13    |
| –         | Eric Louvel (FRA)         | DNF   |
| –         | Stephan Joho (SUI)        | DNS   |

### Avslutade inte loppet
| Placering | Cyklist                  |
| --------- | ------------------------ |
| 23        | Graeme Miller (NZL)      |
| 24        | Kurt Zellhofer (AUT)     |
| 25        | Hans Fischer (BRA)       |
| 26        | Mark Whitehead (USA)     |
| 27        | Akio Kuwazawa (JPN)      |
| 28        | Hitoshi Sato (JPN)       |
| 29        | Danny Van Haute (USA)    |
| 30        | Miguel Droguett (CHI)    |
| 31        | Peter Aldridge (JAM)     |
| 32        | Carlos García (URU)      |
| 33        | Deograves Asuncion (PHI) |
| 34        | Roberto Muñoz (CHI)      |
| 35        | Gary West (AUS)          |
| 36        | Edgardo Pagarigan (PHI)  |
| 37        | Paul Ropp (AUT)          |
| 38        | Aubrey Richmond (GUY)    |
| 39        | Elisha Hughes (ANT)      |
| 40        | Ernest Moodie (CAY)      |
| 41        | Ian Stanley (JAM)        |
| –         | Hayden Games (ANT)       |
| –         | Fu-Hsiang Lee (TPE)      |
| –         | Clyde Wilson (BER)       |
| –         | Kari Myyrylainen (FIN)   |
| –         | Randolph Toussaint (GUY) |
| –         | Salvador Rios (MEX)      |
| –         | Gene Samuel (TRI)        |